# Rhaphuma testaceicolor
Rhaphuma testaceicolor är en skalbaggsart som beskrevs av Maurice Pic 1920. Rhaphuma testaceicolor ingår i släktet Rhaphuma och familjen långhorningar. Inga underarter finns listade i Catalogue of Life.